# BDZ (bài hát)
 "BDZ" (/biːdiːzɛd/; viết tắt của "bulldozer") là một bài hát của nhóm nhạc nữ Hàn Quốc Twice và là đĩa đơn đầu tiên của album phòng thu Nhật Bản đầu tiên cùng tên. Ca khúc được viết và sáng tác bởi JY Park, là tác giả các bài hát nổi tiếng của Twice "Signal" và "What Is Love?".

## Bối cảnh và phát hành
Bài hát được phát hành trước dưới dạng đĩa đơn kỹ thuật số vào ngày 17 tháng 8 năm 2018, cùng với video âm nhạc đi kèm và được Warner Music Japan phát hành chính thức vào ngày 12 tháng 9.

### Phiên bản Hàn Quốc
Phiên bản tiếng Hàn của "BDZ" đã được phát hành vào ngày 5 tháng 11 năm 2018 dưới dạng ca khúc thứ bảy trong đĩa đơn mở rộng thứ sáu của Twice (EP) Yes Or Yes. Nhóm đã biểu diễn bài hát trong buổi giới thiệu sự trở lại của họ cho EP, cũng như trên các chương trình âm nhạc Hàn Quốc.

## Sáng tác
"BDZ" là một bài hát nhạc điện tử, được sáng tác bởi J. Y. Park, với lời bài hát tiếng Nhật được chắp bút bởi Shoko Fujibayashi và Yu Shimoji. Lời bài hát nói về "di chuyển về phía trước và đẩy lùi các chướng ngại vật như máy ủi" và "truyền đạt cảm giác về sức mạnh và khởi đầu mới". Park tuyên bố rằng đó là "một bài hát để người hâm mộ và Twice hát và thưởng thức cùng nhau".

## Bảng xếp hạng
| BXH (2018)                         | Thứ hạng cao nhất |
| ---------------------------------- | ----------------- |
| Japan (Japan Hot 100)              | 7                 |
| US World Digital Songs (Billboard) | 23                |

| BXH (2018)            | Thứ hạng |
| --------------------- | -------- |
| Japan (Japan Hot 100) | 75       |